# كأس الأبطال الفرنسي 2012
كأس الأبطال الفرنسي 2012 (بالفرنسية: 2012 Trophée des Champions)‏ مباراة جمعت بين مونبلييه و‌ليون في 28 يوليو 2012 على ريد بل أرينا، هاريسون، نيوجيرسي، وفاز بها ليون بركلات الترجيح 4–2 بعد التعادل 2–2 في الأشواط الأصلية.

## وصلات خارجية
- باللغة الفرنسية